# Abayubá

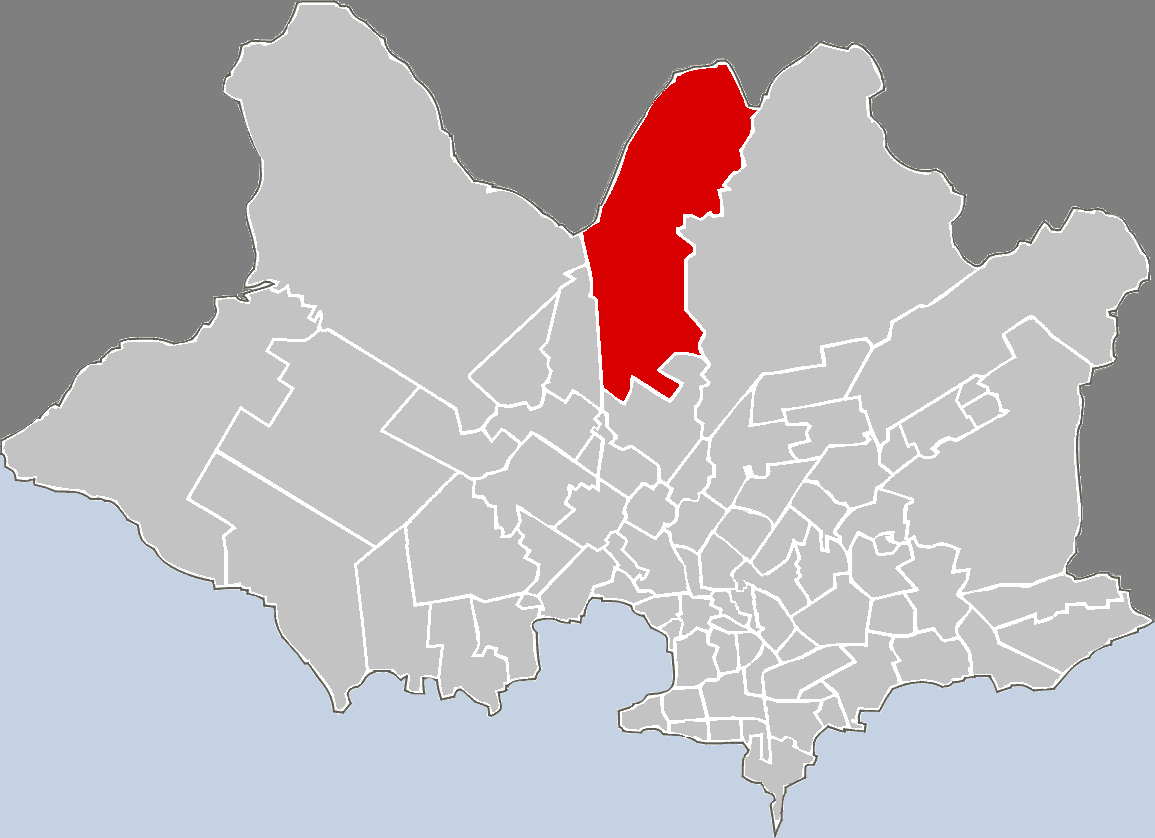
Lage von Colón Sureste - Abayubá in Montevideo

Abayubá ist ein Stadtviertel (Barrio) der uruguayischen Hauptstadt Montevideo und Teil des Barrio Colón Sureste - Abayubá.

## Lage
Abayubá ist in das Barrio Colón Sureste - Abayubá integriert und befindet sich im Norden des Departamentos Montevideo. Es grenzt im Norden an das linksseitige Ufer des Arroyo de las Piedras an, der es gleichzeitig vom nördlich gelegenen La Paz trennt.

## Geschichte
Abayubá wurde am 5. Oktober 1873 durch Marcelino Santurio, Florencio Escardó und José Mayán gegründet. Als Gründungspate diente Oberst Enrique Pereda, der seinerzeitige Regierungs- und Polizeichef des Departamentos.

## Herkunft des Namens
Die meisten Straßen des nach dem gleichnamigen Neffen Zapicáns benannten Abayubá, der 1574 sein Leben im Kampf gegen Juan de Garay und seine Gefolgschaft ließ, tragen Namen indigenen Ursprungs, wie etwa Caracé, Guacziola oder Siripó.